# Cəlayir (Ağsu)
Cəlayir è un comune dell'Azerbaigian situato nel distretto di Ağsu. Conta una popolazione di 1 437 abitanti.